# 第28獵兵師 (德國國防軍)
第28步兵師（德語：28. Infanterie-Division）是納粹德國國防軍陸軍的一個步兵師。該師於1936年10月在西里西亞布雷斯勞組建。
第二次世界大戰期間，該師參與入侵波蘭行動。1941年6月，該師參與巴巴羅薩行動。同年12月，該師改編為第28輕步兵師（德語：28. leichte Infanterie-Division），1942年7月再度改編為第28獵兵師（德語：28. Jäger-Division）。該師一直在東線作戰
該師最後於1945年5月在桑比亚半岛向苏联红军投降。

## 註腳
1. ↑  来源于铁十字
2. ↑  Mitcham（2007年）